# 热曲 (澜沧江)
热曲（藏語：རི་ཆུ，威利转写：ri chu），位于中国西藏自治区昌都市卡若区境内的一条河流，是澜沧江左岸支流。发源于卡若区东部热拉山西北，先蜿蜒向西流，之后折向南流，于拉多乡巴郭村左纳马曲后干流也称嘎曲或阿曲。继续南流，于妥坝乡热霍村西南左纳妥曲后折向西北流，至拉多乡西那村右纳最大支流玉曲后折向西流，最后于柴维乡嘎日村注入澜沧江上游扎曲段。河长82千米，流域面积2470平方千米，落差1458米。流域内为高原山谷地貌。上游地势较开阔，由中低山、丘陵、谷地等地貌单元构成。河谷宽窄相间。灌丛林、草场分布广泛。热霍村以下山势险峻，河谷较窄，河道曲折，水流湍急。植物生长良好，有较多的天然林草地分布。